# Ján Janík (senátor)
Ján Janík (25. května 1872 Valča — 25. června 1951 Sučany) byl slovenský a československý politik a meziválečný senátor Národního shromáždění za Hlinkovu slovenskou ľudovou stranu.

## Biografie
Byl vyučeným strojním zámečníkem. Několik let pracoval v Budapešti a v americkém Chicagu, od roku 1908 byl železničářem v Sučanech. Později je uváděn jako funkcionář odborů HSĽS.
V parlamentních volbách v roce 1925 získal senátorské křeslo v Národním shromáždění. Mandát obhájil v parlamentních volbách v roce 1929. V senátu setrval do roku 1935.